# Särdals kvarn

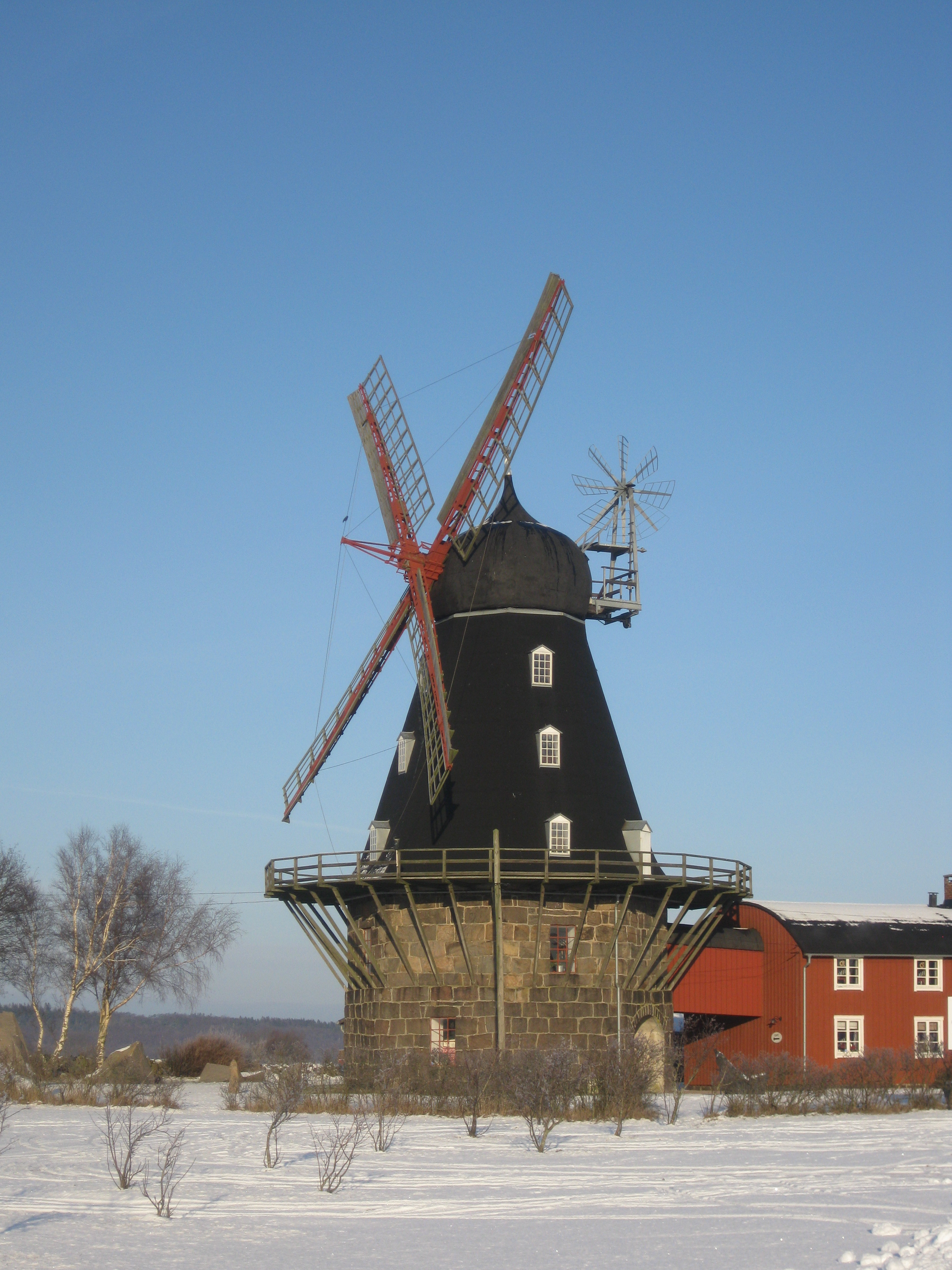
Särdals kvarn

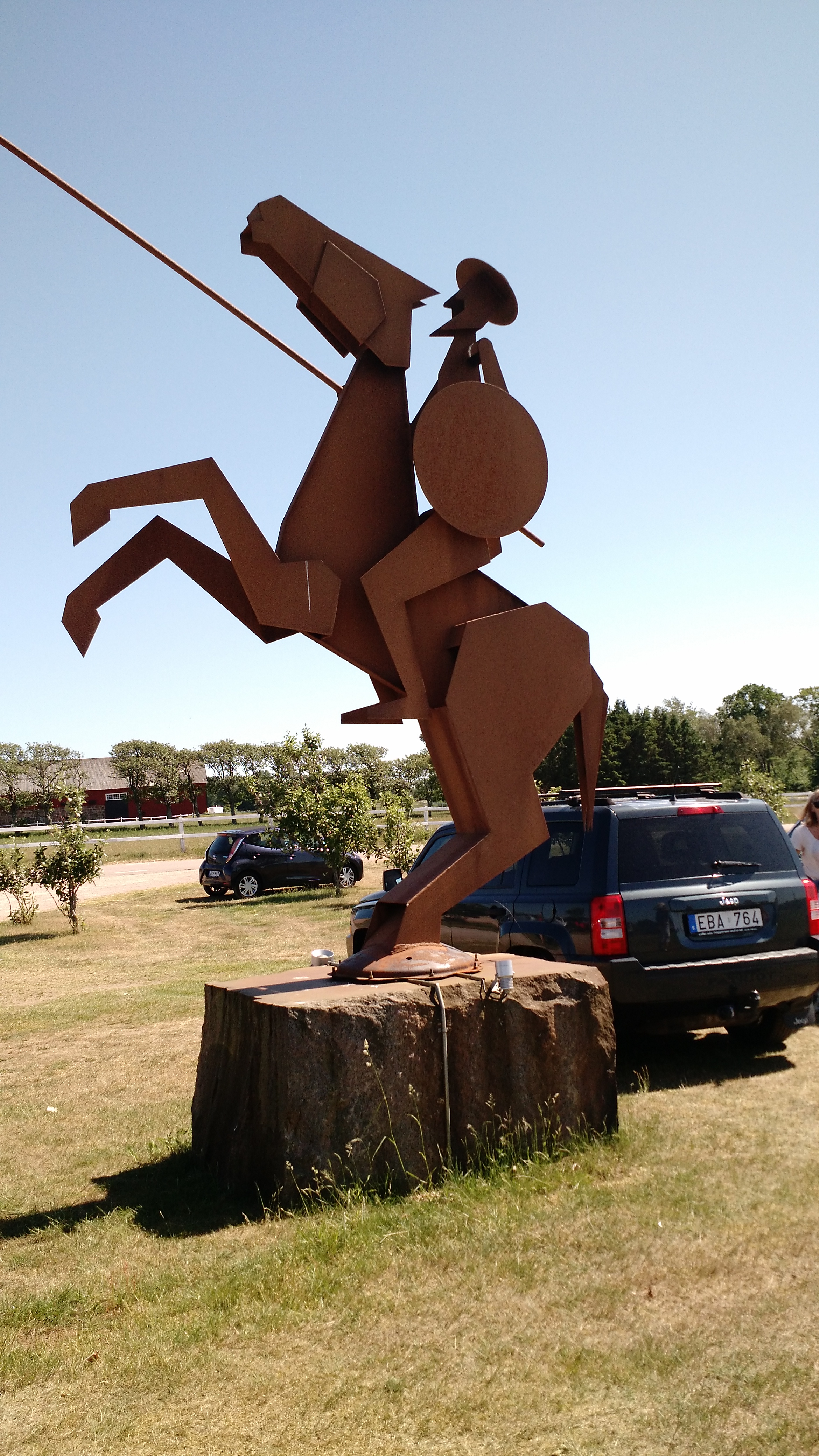
Skulptur i stål av ingenjören Stig Dillberg (1919–2012)

Särdals kvarn är en väderkvarn i Särdal, nära Haverdal i Halmstads kommun. Den är av holländsk typ och sex våningar hög. Kvarnen byggdes 1890 var i drift fram till 1967, i slutet dock med eldrift. 
Särdals kvarn är en sedan 24 oktober 1980 byggnadsminneförklarad, tillsammans med tillhörande byggnader som en mjölnarbostad i två våningar, ett magasin och ett tidigare svinhus av huggen sten och trä.